# Donacia antiqua
Donacia antiqua  (лат.) — вид жуков-листоедов из подсемейства радужниц. Распространён в Северной Европе (Эстонии, Финляндии, Латвии и Швеции). Питаются на осоке.
Имаго длиной 7—10 мм. Верхняя сторона тела бронзовый или медный, сильно блестящий. Данный вид характеризуется следующими признаками:
- каждое из надкрылий с тремя пришовными и одним боковым вдавлением;
- переднеспинка в мелких точках.